# パパとムスメの7日間
『パパとムスメの7日間』（パパとムスメのなのかかん）は、五十嵐貴久の小説。2007年と2022年にテレビドラマ化。

## 概要
仲が芳しくなかった父子が、ある事故が原因で父と娘の人格が入れ替わり、二人がこれまでになく報告・連絡・相談しながら互いの年代層の独特の社会の中で生活していくさまを描いたハートフルコメディ。
作者の五十嵐貴久は、執筆動機として「2003年のアメリカ映画『フォーチュン・クッキー』を観て非常に腹が立ち、どうにかして面白くしたいと自分なりに入れ替わりモノを書いてみようと思った」などと話し、その際、参考にしたのが大林宣彦監督の1982年の映画『転校生』で、「それに負けないようにと執筆したのですが、残念ながら『転校生』には勝てない」などと話している。
物語は父と娘の目線で描いた一人称小説。父の目線から見た女子高生の生態、娘の目線で見たサラリーマン社会の矛盾をそれぞれ描写している。
本作の2年後を描いた続編として朝日新聞出版より『パパママムスメの10日間』が2009年2月6日に刊行された。

## あらすじ
川原恭一郎は化粧品会社に勤めるしがないサラリーマン。その娘、高校2年生の小梅はサッカー部副キャプテンのケンタ先輩に恋をする今時の女の子。そんな二人は2年ほど口を利いていない。
ある日、小梅の祖母（恭一郎の義母）の家を訪ねて自宅に帰る最中、二人は事故に巻き込まれる。病院で目が覚めると二人は人格が入れ替わっていた。この事態を前に二人は互いに協力しながら乗り越えようとするが、父は娘の代わりにケンタ先輩とのデートに、娘は父の代わりに御前会議に臨まなければならなかった。

## 書誌情報
- （朝日新聞社、2006年）ISBN 978-4-02-250234-6
- （幻冬舎文庫、2009年）ISBN 978-4-344-41363-4

## テレビドラマ（2007年版）
2007年7月1日より8月19日まで毎週日曜日21:00 - 21:54に、TBS系列の「日曜劇場」枠で放送された。主演は舘ひろし。
7月29日は『乱!参議院選挙2007』放送のため休止。8月5日、19日はバレーボール・ワールドグランプリ中継のため放送時間を繰り下げ。8月26日以降は世界陸上大阪大会を放送するため、当初より全7話の予定で制作された。

### 登場人物・キャスト（2007年版）

#### 主人公
川原 恭一郎（かわはら きょういちろう） / パパ
演 - 舘ひろし / 新垣結衣（入れ替わり時）
大手化粧品会社である美生化粧品広報部副部長のサラリーマン。47歳。学生時代にはラグビー部と映画研究会に所属していた。会社から期待薄の新製品「レインボードリーム」（ティーンエージャーを主なターゲットとしたフレグランス）の開発プロジェクトチームリーダーを担当している。
娘の小梅からは幼少期には非常に慕われていたが、ここ2年ほど避けられ話しかけられなくなっている。常に会話のきっかけを探ろうと努めているが空回りの日々が続いている。
危篤になった義母の見舞いの帰りに小梅と共に乗っていた列車が、トンネルを通過中に地震が発生するという事故に遭遇。全身で小梅に覆いかぶさって守り助けるが、搬送先の病院で意識を取り戻したときには小梅と心が入れ替わっていた。元に戻る方法を見つけるまで小梅の姿で桜台北高校へ通学し、期末テストを受験することになる。
性格は少々頑固で古風。家族間での相談事はまず父にするべきと考えていたり、プロジェクトに関する小梅の斬新な提案も全否定する。また几帳面でもあり、自身の代わりに会社へ出勤することになった小梅のために、会社の概要、地図、主な上司や部下のプロフィール等をまとめたノートを徹夜で作成する。入れ替わったことに気づいても状況を分析するなど冷静で落ち着いた考えが出来るが、その一方どこか抜けており小梅の姿になっている間は入れ替わりが露呈しかねない失言・失態を繰り返し、そのたび小梅にフォローされる。
小梅から避けられるようになってからも娘への愛情は一度たりとも失ったことはない。列車事故発生時や意識を取り戻した時も、何よりも先に小梅の身を案じていた。
当初は小梅と健太の交際を認めておらず、小梅の姿となってデートへ行くことになった際には、わざと失礼な態度を取って健太に嫌われるよう仕向ける。ところがその言動による意外性からかえって健太に好印象を与えるという大きく裏目に出た結果に終わる。さらに健太の不器用な恋愛観に学生時代の恭一郎自身を重ねてしまいフォローまでする羽目になる。最終的には健太の誠実さや今どき珍しい好青年の振る舞いを見て、少しずつ認めていく。
毎年、妻の理恵子にプロポーズした日にストロベリー・フィールドを送っているが、プロポーズの時に調べた花言葉を間違ったまま言った過去がある。
恭一郎の姿をもって斬新な視点でプロジェクトを推し進め周囲の信頼を得ていく小梅に、思ったことを正直に言葉にする勇気を思い出していき、元の姿に戻ったあと社内中が見守るなか自らの力で渡辺社長を説得し新プラン採用を勝ち取る。この行動が桜木部長や森山常務に認められ、最終的には新設の改革推進部の部長に就任する。
また自身も小梅の代わりに高校へ通学した経験から、勉強の難しさや思春期ならではの人間関係の悩みを理解し、心と体が元に戻ってからは小梅と程よく良好な関係を築いていく。
川原 小梅（かわはら こうめ） / ムスメ
演 - 新垣結衣（幼少期：石井萌々果） / 舘ひろし（入れ替わり時）
桜台北高校2年生。16歳。流行に敏感な今どきの女子高生。メールの早打ちが得意でクラスではナンバー1。サッカー部3年生の大杉健太に片思いをしており、マネージャーをしている親友の中山律子の計らいで知り合いとなる。
2年ほど前から父の恭一郎を鬱陶しがるようになり会話を交わさなくなっている。
期末テストの直前、健太にデートに誘われ感激するも、その翌日恭一郎とともに列車事故に遭遇。意識を失い、搬送先の病院で目が覚めると恭一郎と心が入れ替わっていた。
デートは小梅の体をした恭一郎が行くことになり、自身は恭一郎の体をもって一日中遠くから監視していた。一方自分は恭一郎の体で美生化粧品へ出勤することになる。 恭一郎の体になっていることを忘れて普段の小梅と同様の話し方や動き方をして、社員、同級生、さらには道行く人にまで気味悪がれる節があった。
家族より仕事を優先したり顧客満足度より社内人事を重要視したりする、会社独特の世界に理不尽さを覚え、部下や上司に忌憚のない意見を発して影響を与えていく。中でも恭一郎が開発を担当している「レインボードリーム」が、旧来的な役員の意見を取り入れた結果、ティーンエイジャー対象でありながら定価3000円で高級デパートにて販売予定になった事に強い疑問を抱く。本来は商品イメージや販路の決定案を発表するはずの御前会議にて、定価500円でコンビニエンスストアやドラッグストアで販売するという新プランを提案し社内中に動揺を走らせる。
大人のような冷静さはないが、頭の回転が速く、入れ替わっている間の周囲への誤魔化しや上司に難しい交渉をするときの説得もすぐに思いつくことができる。経緯的には緊張を招きつつも最終話に至るまで誰にも露見せずに済ませるなど、いわゆる「終わりよければすべてよし」というタイプ。「ウザい」「キモイ」「ムカつく」「どんだけ〜」など今風の言葉を多用する。
理不尽な世界のなか仕事に従事する大人の苦労や、子供を案じる親心、そして成功するしないにかかわらず目標に向かって努力する素晴らしさを学んだ結果、最終的に健太とは周囲公認の恋仲になり、恭一郎とはお互いのことを相談しあうなど歩み寄るようになる。

#### 主人公の家族・関係者
川原 理恵子（かわはら りえこ）
演 - 麻生祐未
恭一郎の妻であり、小梅の母親。機嫌が良い日の朝には必ず鼻歌を歌っており、小梅も同じような癖を持つ。夫と娘には常に愛情を注いでおり、二人の不仲には諦念を抱きつつも会話や理解のきっかけが生まれるよう助力している。
底抜けの明るさと天然さを持ち合わせている。一方で住宅ローン完済前に逝去した場合のことを不安がる恭一郎に向かって、生命保険で完済できるから問題ないと発言するなど、悪く作用してブラックジョークが過ぎるところがある。
川原家へ残業しにきた西野の挑発的な言動や、西野がわざと恭一郎のスーツに入れたピアスなどが原因で浮気を疑い始めると、普段からは考えられない厳しい態度で恭一郎を問い詰めるようになる。
毎年プロポーズ記念日に恭一郎から贈られてきた19年分のストロベリー・フィールドをすべて大切に残し育てている。浮気疑惑の間さえストロベリー・フィールドだけは心から楽しみにしており、第5話で20年目を迎えた日に恭一郎からストロベリー・フィールドを贈られたことで疑惑を解消し和解(小梅の姿をした恭一郎が購入し、恭一郎の姿をした小梅に依頼した)。後日西野が単独で川原家を訪問した際も夫を信用する毅然とした態度を貫いた。
底抜けの天然さが功を奏し、結末まで夫と娘の入れ替わりに気づくことはなかった。これについて演じた麻生は番組公式サイト掲載のインタビューに「最近仲良くなったな〜程度にしか思ってないのではないでしょうか(笑)」と語っていた。
国枝 ひそか（くにえだ ひそか）
演 - 佐々木すみ江
理恵子の母親で小梅の祖母。千葉県の山奥に住んでいる。理恵子のように底抜けに明るく、茶目っ気のある一面も持つ。演歌歌手・氷山（こおりやま）きよしの大ファン。
10年に一度しか実をつけない「伝説の桃」について詳しい。ある日その桃を採りに山へ登った際に脳溢血で危篤になるが、小梅や恭一郎が駆けつけた頃には脳血流が再開して一命を取り留め、翌朝始発で通勤・通学する二人に桃を贈る。後日東京での氷山の歌謡ショーを鑑賞するために川原家へ訪れた際にも「伝説の桃」をお土産に携える。
最終話にて、むかし病弱な娘とその父親が、『娘の身代わりなりたい』『父の仕事を手伝いたい』という願いを込めて桃を分け合ったことから二人が入れ替わり、のちに再び互いを助けたいと願いながら桃を食べたことで元に戻ったいう伝説を明かした。
それに続けて、元に戻ってから7日間仲良くした者同士は永遠に強い絆で結ばれると、意味ありげな口調で語ったことから、二人の入れ替わりに気づいていたのではと恭一郎に勘ぐられる。
国枝 敏子（くにえだ としこ）
演 - 香寿たつき
理恵子の妹。ひそかと同様に氷山（こおりやま）きよしの大ファン。小梅たちに会いに来る際には必ずひそかとともに訪ねて来る。桃の伝説には興味はなく、母とは対照的でほとんど信じていない様子である。
医師
演 - 須永慶
第一話で列車事故に遭遇したときと、最終話で山から滑落したときの二度に亘って、恭一郎・小梅親子を担当した医師。

#### 美生化粧品
パパ・恭一郎が勤務する化粧品会社。

##### レインボードリームプロジェクトチーム
美生化粧品の看板商品である基礎化粧品『スーパービューティー』の販売不振を受け企画されたティーンエイジャー向けフレグランス『レインボードリーム』の開発のため、植草広報部長（後項）の提案により各部署から人員を募って結成されたプロジェクトチーム。リーダーを務める恭一郎によれば「仕事はできるが性格に問題のある人間」か「性格は良いが仕事のできない人間」しかいないという。

中嶋 耕介（なかじま こうすけ）
演 - 八嶋智人
恭一郎の昔からの部下。学生時代は山岳部所属。大きな実績を上げられない会社生活の果てに何事も皮肉的な見方をするようになり、プロジェクトへのやる気も、腐れ縁である恭一郎への敬意も失っていた。その影響か小梅からの第一印象は悪く「もし学校だったらハブられる対象」とまで評される。
しかし父親が危篤になっても見舞いに行かず仕事を優先させようとした際、恭一郎の外見をした小梅の説得により病院へ駆ける。そして幸運にも父親が回復したのを契機に、仕事への情熱と恭一郎への尊敬の念を蘇らせる。
西野に好意を抱いているが、食事などに誘っても迷惑がられている。しかし伝説の桃を探しに二人で登山したのをきっかけに交際することになる。
西野 和香子（にしの わかこ）
演 - 佐田真由美
元秘書課出身。「元ミス美生化粧品」「秘書課一の美人」とも言われるほどの才色兼備。恭一郎もメンバーで唯一信頼しており、会社へ行くことになった小梅にも「頼りにするなら西野さん」と伝えてある。
しかしそれは表向きの顔であり、裏の顔は恋愛に積極的で相手を勝ち得るために手段を選ばない腹黒い性格である。第2話の終盤からその本性を現し、恭一郎に恋心を抱いていることが判明する。プロジェクトチームへ配属されたのは、失恋を機に秘書課からの異動を願い出たのがきっかけである。配属初日に落ち込んでいたところを恭一郎が励ましたことから、自身に好意を抱いていると一方的に断定し恋心に発展、やがて不倫さえ企むようになる。川原家を訪問した際に10年に一度の桃のことを知りその力で恭一郎の妻・理恵子と入れ代わろうと目論む。
だが恭一郎の外見をした小梅の説得より恭一郎を諦め、遠まわしに恋心を告白した中嶋と交際することになる。
椎名 香奈子（しいな かなこ）
演 - 今井りか
元営業事務出身。大手デパートの社長令嬢というコネクションにより入社。そのため周囲から腫れ物を触るような扱いをされ、本人も無気力で休むことばかりを考えていた。しかし御前会議の重要書類を誤って消去してしまいリーダーである恭一郎をリストラの危機へ陥れ、恭一郎の外見をした小梅の機転により解決した事件を機に責任感に目覚め、自ら進んでメンバーを助けるなど仕事に情熱を持つようになる。さらに新プラン発案後の販路開拓に難航していた際には、父のコネクションを活用して販路を確保しプロジェクトに大きく貢献する。
前田 幸一（まえだ こういち）
演 - 金児憲史
元営業部出身。触られたら危険と評されるほどの体力自慢。プロジェクトメンバーの中では中嶋と西野以外で唯一原作に登場し「性格は良いが仕事のできない人間」の典型と記されており、ドラマでも勤務中に雑誌を読んだり筋トレ道具を弄る姿が見受けられる。
三船 渉（みふね わたる）
演 - 宮下裕治
元製品管理部出身。根暗な性格だが、知られたことは社内中に伝わると評されるほどの噂好きで、社内の人事事情や人間関係に詳しい。川原家に残業しに来た際、小梅に一目惚れする。
内﨑 久子（うちざき ひさこ）
演 - 飯沼千恵子
元経理部出身。「恨みを買ったら最後」というチームのお局的存在で、リーダーである恭一郎に唯一敬語なしで話し掛けている。最終話でレインボードリーム部発足と大杉健太の大学合格の合同祝いを実施した際には健太に魅了されていた。

##### 宣伝部
桜木 真一（さくらぎ しんいち）
演 - 高田延彦
宣伝・広報部統括の部長。会社創業以来最年少で取締役に上り詰めた人物。仕事に対してはかなり厳しく、恭一郎に対して「仕事の期日や予算は必ず守れ」と何度も言う。
一方で自らに責任が降りかからないよう注意を払う戦略性や、強運も持ち合わせている。「レインボードリーム」プロジェクトが発案された際どの部署も担当したがらないなか、宣伝部が担当する事を宣言して自身の株を上げたうえで、たまたま同時期に広報課が広報部に昇格したことを受け、側近の植草に広報部長就任と引き換えにプロジェクトの責任を委託する。
しかし最終話で、恭一郎の必死の説得により渡辺社長がプランを採用したのを目の当たりにしたことから、森山常務に改革推進部の新設とその部長に恭一郎を就任させることを提案。それを発表した際、恭一郎のことを良い仕事をするための良きライバルと高く評価した。
植草 喜一（うえくさ きいち）
演 - 伊藤正之
桜木部長の側近のような存在であり、恭一郎が就くはずだった広報部長の地位を手に入れた人物（恭一郎は副部長に留まる）。長い物には巻かれるタイプであり、桜木や上司の言うことには何でも賛成するような男。
面倒なことや自分の責任が必要になった場合にはすべて恭一郎に押し付ける。広報部長就任直後に桜木から「レインボードリーム」プロジェクトの責任者を任された際には、各部署から人員を募ったプロジェクトチームの結成と、そのリーダーに広報副部長の恭一郎を就任させることを提案し、プロジェクトの責任から回避した。
梶野 勇児（かじの ゆうじ）
演 - 柏原収史
宣伝部社員。ニューヨーク転勤から帰国したばかりの中嶋の同期。ルックスに申し分なく仕事も有能で女子社員の憧れの的だが、同期である中嶋の存在を忘却していたり「レインボードリーム」プロジェクトの採用を不可能だと見下している節があるため中嶋からは敵視されている。
西野のことが気になっているらしく、中嶋に西野との間を取り持つように何度も頼む。

##### 役員
森山 礼次郎（もりやま れいじろう）
演 - 大和田伸也
常務取締役。基本的には危険な橋は渡らないタイプ。恭一郎たちのプロジェクトには当初難色を示すが、御前会議で勇気ある発言をしたり予算アップを依願するため説得力のある交渉をする恭一郎（中身は小梅）を徐々に評価していくようになる。最終的に恭一郎のプランが採用された際は拍手を贈ったり（ただし制作ミスにより直後のカットでは拍手しなくなっている）恭一郎の部長昇格に一役買ったりする。
安西 正明（あんざい まさあき）
演 - 小野寺昭
専務取締役。典型的な保守派で会議中に自らは意見しない。恭一郎たちのプロジェクトには賛成でもなく反対でもないが、中嶋のプレゼンに突っ込んだり“レインボードリーム”の間に中点を入れることを提案するなどあれこれと口うるさく注文をつける。
高杉 喜十郎（たかすぎ きじゅうろう）
演 - 並樹史朗
管理統括部部長。
天野 徹（あまの とおる）
演 - 山崎大輔
営業部部長。
浜野 博史（はまの ひろし）
演 - 沼崎悠
経営戦略部部長。
大久保 圭介（おおくぼ けいすけ）
演 - 窪園純一
商品開発部部長。
渡辺 武志（わたなべ たけし）
演 - 江守徹
美生化粧品の4代目社長。会議中は動かず、大半は寝ている場合が多い。一見すると話もろくに聞いていないが実は人を見る目はあるようである。最終話で美生化粧品の将来も誰よりも案じており、御前会議で恭一郎の外見をした小梅が発言した改革の必要性に賛同していたことが判明。そして社運を賭けるべく安西や桜木の反対を反故にしてレインボードリームの新プラン採用を宣言する。
なお、演じた江守は、同年2月に脳梗塞で倒れ4月には仕事に復帰している。

#### 桜台北高校
ムスメ・小梅が通う高校。
大杉 健太（おおすぎ けんた）
演 - 加藤シゲアキ（NEWS、当時・加藤成亮）
サッカー部所属の3年生。エースストライカーで女子の憧れの存在であったが、サッカーに熱中してきたため、女子への接し方にはあまり慣れていない。小梅に恋愛感情を持っており、デートに何度も誘う。礼儀正しい好青年。恭一郎もはじめこそ小梅との交際に否定的であったが、テスト勉強に困っていたところへ過去問を届けてくれたり泊りがけの旅行を断ったりする姿に、今どき珍しい彼女思いの青年と徐々に賞賛していく。
「レインボードリーム」プロジェクトを経験した小梅が目標に向かって努力する大切さを説いたことから心を揺り動かされ、健太自ら恋心を告白し、小梅と周囲公認の恋仲となる。
続編小説では大学進学後も小梅と交際していると記されている。
中山 律子（なかやま りつこ）
演 - 森田彩華
小梅のクラスメイトであり幼馴染。昔から小梅とは仲が良く、恭一郎には「律っちゃん」と呼ばれている。
サッカー部のマネージャー。小梅と健太の仲を取り持った張本人。大塚愛の曲が好きでカラオケではよく歌う。
智弘と交際しておりいわゆるバカップル状態である。智弘の提案により小梅と健太と4人で泊りがけの温泉旅行へ誘うが、小梅の外見をした恭一郎が思春期の男子の旺盛さを説いたことに激怒し、小梅との絶交を宣言。
後日小梅と恭一郎が山からの滑落事故で面会謝絶となったのを機に和解するが、今度は父の順三（演：相島一之）と男女交際や温泉旅行を巡って喧嘩し、挙句に親子で川原家へ駆け込んでしまう。しかし、小梅と恭一郎の説得を父ともども受け入れ、和解する。
高木 美佳（たかぎ みか）
演 - 高山侑子
小梅と律子と仲良し3人組。小梅の家で泊りがけでテスト勉強をしたり、小梅の部屋には3人で撮影した記念写真が掲示されている。
平田 佐緒里（ひらた さおり）
演 - 奈津子
小梅のクラスメイト。他校の男子と交際しているが、妊娠疑惑とそれによる破局の危機に悩む。しかし小梅の外見をした恭一郎の助力で、実は妊娠が勘違いであったことがわかり、恋人とよりを戻す。
小関 智弘（こせき ともひろ）
演 - 大和田健介
サッカー部所属の3年生。健太の親友。律子と交際しているが、少し頼りない一面もある。律子に泊りがけでの温泉旅行を提案するが、この提案が小梅と律子の絶好未遂の原因となる。
両角先生
演 - 田口浩正
小梅のクラスの個性的な担任教師。恭一郎と入れ替わった小梅の人格の変わりようを怪しむが、単なる思春期によるものだと考える。『3年B組金八先生』の主人公、坂本金八に憧れていたが、生徒たちには遠く及ばないと評されているため、陰では「金」を「アルミ」に変えて「アルパチ」と呼ばれている。ちなみにこのあだ名を聞いた恭一郎はアル・パチーノのもじりと勘違いした。

### スタッフ（2007年版）
- 脚本 - 荒井修子、渡辺千穂、徳永友一
- 音楽 - 山下康介
- 演出 - 高成麻畝子、吉田健、那須田淳
- 主題歌 - YUKI「星屑サンセット」 - ESCL 2978 - 07/08/08
- サウンドトラック - 山下康介「「パパとムスメの7日間」オリジナル・サウンドトラック」 - ESCL 2992 - 07/09/12
- 演出補 - 中前勇児、中井芳彦、大山晃一郎、泉正英
- プロデューサー - 那須田淳、津留正明
- 制作 - TBSテレビ
- 製作著作 - TBS

### 放送日程
| 各話                                                       | 放送日  | サブタイトル                                                           | ラテ欄                                     | 脚本              | 演出       | 視聴率 |
| ---------------------------------------------------------- | ------- | ---------------------------------------------------------------------- | ------------------------------------------ | ----------------- | ---------- | ------ |
| 第1回                                                      | 7月01日 | マジ!? パパがあたしで、あたしがパパで―                                 | 心と体が入れかわった! パパが私で私がパパで | 荒井修子 徳永友一 | 高成麻畝子 | 14.0%  |
| 第2回                                                      | 7月08日 | パパのせいで失恋!? ムスメのせいでリストラ!?                            | パパの初デート                             | 荒井修子          | 高成麻畝子 | 12.8%  |
| 第3回                                                      | 7月15日 | パパのせいで留年!? ムスメのせいで夫婦の危機!?                          | 大人はマジ大変                             | 渡辺千穂          | 吉田健     | 13.1%  |
| 第4回                                                      | 7月22日 | 決戦!ムスメの御前会議!!                                                | 決戦!御前会議                              | 渡辺千穂          | 吉田健     | 14.1%  |
| 第5回                                                      | 8月05日 | 「だって、あたし、小梅なんだもん!」 もう戻りたい7日目!嵐の告白!3者面談 | 私、小梅だもん                             | 荒井修子          | 那須田淳   | 16.7%  |
| 第6回                                                      | 8月12日 | 「これで、もとに戻れる!!…かも?」 伝説の桃の秘密                        | もとに戻れる!!                             | 渡辺千穂          | 吉田健     | 11.9%  |
| 最終回                                                     | 8月19日 | 「パパ、ありがとう…」―7日間の秘密!                                     | 7日間の秘密                                | 荒井修子          | 高成麻畝子 | 14.5%  |
| 平均視聴率 13.9%（視聴率は関東地区・ビデオリサーチ社調べ） |         |                                                                        |                                            |                   |            |        |

※この番組の新聞・ネット等のラジオ・テレビ欄（番組表）のサブタイトルと、実際にドラマで放送されたサブタイトルは異なっている。

### 放送時間
- 日曜日21:00 - 22:09（第1話）
- 日曜日21:00 - 21:54（第2 - 第4話、第6話）
- 日曜日21:30 - 22:24（第5話）
- 日曜日21:20 - 22:14（第7話）

日本での放送後、台湾の緯來日本台（Videoland Japan）で2008年3月5日から、またアメリカ合衆国、カナダ、プエルトリコなどを対象としたNHK国際放送テレビジャパンで同4月26日から放送された。

### 評価・受賞
- オリコン調査のドラマ期待度/満足度ランキングでは、オンエア (OA) 前は10位だったが、OA直後は1位を獲得した。OA終了後も『ライフ〜壮絶なイジメと闘う少女の物語〜』と僅差で2位となった。
- 平均視聴率は13.9%と前番組『冗談じゃない!』を上回るなど、2000年代の日曜劇場としては比較的安定した数値である。
- 受賞は以下の通り[4]。

| 年     | 賞                                     | 部門       | 受賞者                                                    | 結果 |
| ------ | -------------------------------------- | ---------- | --------------------------------------------------------- | ---- |
| 2007年 | 第54回ザテレビジョンドラマアカデミー賞 | 主演男優賞 | 舘ひろし                                                  | 受賞 |
| 2007年 | 第54回ザテレビジョンドラマアカデミー賞 | 脚本賞     | 荒井修子、渡辺千穂                                        | 受賞 |
| 2008年 | エランドール賞                         | 新人賞     | 新垣結衣 （『ワルボロ』『恋するマドリ』『恋空』と併せて） | 受賞 |

### その他
- 第1話ではパパとムスメが、作品世界にも存在する映画『転校生』を参考に神社の階段から転げ落ちることで入れ替わった人格を元に戻そうとする台詞とシーンが登場する（結果はさらに怪我をひどくするだけ）。また、台詞の中に『ちびまる子ちゃん』など、他局のテレビ番組が登場する。
- 律子が大塚愛の曲を好きであるため、カラオケのシーンでも「さくらんぼ」を歌う。小梅も劇中で「にゃにゃにゃ」と口ずさみ、理恵子さえも口ずさむ。
- 恭一郎が小梅と健太のデートを尾行しているときにサングラスをかけていたため、ドラマ撮影風景を見ていた観客に、恭一郎役の舘ひろしの出世作である刑事ドラマ『あぶない刑事』の鷹山敏樹（タカ）役と間違えられた[注 1]。
- 最終回で三ツ矢サイダーとの限定コラボレーションCMが放送されたほか、劇中にもスポンサー各社の商品やキャラクターが登場する。
- 小梅の部屋の本棚には、同局のドラマ『吾輩は主婦である』内に登場する架空の作家、夜しずかの著書「キャミソール」が置いてある。
- 第4話での御前会議中、質問をされて戸惑った小梅が「よし、ちゃんとパパっぽく言おう」と心の中で言って、腰に手を当てる際にウルトラセブンの変身音が鳴る。
- 第5話で、小梅が自分の部屋で勉強をする場面では、ラジオから「オールナイトニッポン」のテーマ曲「BITTERSWEET SAMBA」が流れる。
- 2016年に同客演で放送された小梅役の新垣主演のドラマ『逃げるは恥だが役に立つ』で、主人公の新垣が演じる森山みくりの回想シーンで新垣が小梅の制服を着用しているシーンがある。
- 本作放送から12年後の2019年、舘が主演映画『終わった人』で第61回ブルーリボン賞主演男優賞を受賞、のちに表彰式にて司会を務めた新垣と再会。新垣は開口一番に「パパおめでとう！」と舘を祝福、ハグを交わす場面があった。
- 2020年12月25日から2021年2月23日までParaviで期間限定配信された。2022年版の放送を記念して、ParaviとU-NEXTで2022年7月13日から10月12日まで期間限定配信[7]。TVer、GYAO!、TBS FREEでも各話1ヶ月程度配信される。
- 第4話で小梅が田口が演じる両角先生から逃げていた校舎のロケ地の学校は、2006年に新垣が出演していた日本テレビのドラマ『マイ☆ボス マイ☆ヒーロー』のセント・アグネス学園高校のロケ地の東洋英和女学院大学が登場しており、第1話と第2話には『マイ☆ボス マイ☆ヒーロー』で安原正役を演じた森廉がゲスト出演している。

## リメイク映画
- 韓国版原題「아빠는 딸（Daddy You, Daughter Me）」（2017年製作） - キム・ヒョンヒョプ監督作品、115分
- ベトナム版原題「Hon Papa Da Con Gai」（2018年製作） - 落合賢監督作品、117分

## テレビドラマ（2022年版）
2022年7月27日（26日深夜）から9月14日（13日深夜）まで、毎週水曜 0:58 - 1:28（火曜深夜）にTBSの深夜ドラマ枠「ドラマストリーム」で放送された。主演は飯沼愛。なお、脚本は2007年版と同じ荒井修子が担当した。
父親と娘の精神が入れ替わり、元に戻れる日を信じて奮闘するという設定は2007年放送時と変更はないものの、今回は意中の先輩と結ばれたい娘と先輩に娘を奪われたくない父親、および娘より父親の性格に惹かれているかもしれない先輩との三角関係の様子を描くラブコメディとしてリメイクされる。
会社パートは2007年版よりも簡略化された一方、後半には健太の幼馴染・藤野凛花という恋のライバルが登場した。入れ替わりのキーアイテムは「伝説の桃」からお守り袋に変更され、終盤では一足先に小梅の人格が戻ったものの、恭一郎と健太の人格が入れ替った。

### キャスト（2022年版）
- 川原小梅 - 飯沼愛
- 大杉健太 - 長尾謙杜（なにわ男子）[8][9]
- 川原恭一郎 - 眞島秀和[8][9]
- 中山律子 - 小栗有以（AKB48）[10]
- 小関智弘 - 松本怜生[10]
- 川原理恵子 - 羽田美智子[11]
- 中嶋耕介 - 水間ロン[11]
- 西野和香子 - 高木ひとみ○（ぽんぽこ）[11]
- 両角 - スギちゃん（第4話 - ）[12]
- 藤野凛花 - 鈴木ゆうか（第6話 - ）[12]

### ゲスト（2022年版）
- 美生化粧品のイメージキャラクター - 堀未央奈（第2話・写真出演[注 2]）

### スタッフ（2022年版）
- 脚本 - 荒井修子
- オープニングテーマ - 手がクリームパン「弱虫のち晴れ」[13]
- エンディングテーマ - まるり「ホントの私」（ビクターエンタテインメント）[14]
- 編成 - 中西真央
- プロデューサー - 大河原美奈
- 配信プロデューサー - 近藤貴明、大原拓真
- 演出 - 嶋田広野、松田礼人
- 制作プロダクション - TBSスパークル
- 製作 - 『パパとムスメの7日間』製作委員会

### 放送日程（2022年版）
| 各話   | 放送日  | サブタイトル                                         | 演出     |
| ------ | ------- | ---------------------------------------------------- | -------- |
| 第1話  | 7月27日 | おじさんになっても健太先輩が好き                     | 嶋田広野 |
| 第2話  | 8月03日 | 交際を阻止せよ!?波乱のデート大作戦♡                  | 嶋田広野 |
| 第3話  | 8月10日 | パパが大暴走!?ドキドキの勉強デート                   | 松田礼人 |
| 第4話  | 8月17日 | オレのせいで三者面談!?助けてっ健太先輩!              | 松田礼人 |
| 第5話  | 8月24日 | 健太先輩と過ごす夜!?課題合宿は波乱の予感             | 嶋田広野 |
| 第6話  | 8月31日 | 恋のライバル登場!この恋、パパのせいで終わっちゃうの? | 松田礼人 |
| 第7話  | 9月07日 | ついに元に戻れる!?なのに小梅も恋も行方不明           | 嶋田広野 |
| 最終話 | 9月14日 | パパとムスメと先輩の本当の7日間                      | 嶋田広野 |

### 放送局
| 放送期間                  | 放送時間                     | 放送局      | 対象地域       | 備考                         |
| ------------------------- | ---------------------------- | ----------- | -------------- | ---------------------------- |
| 2022年7月27日 - 9月14日   | 水曜 0:58 - 1:28（火曜深夜） | TBSテレビ   | 関東広域圏     | 製作局                       |
| 2022年8月9日 - 9月27日    | 火曜 0:55 - 1:25（月曜深夜） | RSK山陽放送 | 岡山県・香川県 |                              |
| 2022年8月10日 - 9月28日   | 水曜 1:00 - 1:30（火曜深夜） | 熊本放送    | 熊本県         |                              |
| 2022年8月28日 - 10月23日  | 日曜 1:28 - 1:58（土曜深夜） | テレビ高知  | 高知県         |                              |
| 2022年9月23日 - 11月18日  | 金曜 0:55 - 1:25（木曜深夜） | あいテレビ  | 愛媛県         |                              |
| 2022年10月4日 - 11月29日  | 火曜 1:00 - 1:30（月曜深夜） | 東北放送    | 宮城県         | 寝られなドラマ枠として放送。 |
| 2022年10月4日 - 10月25日  | 火曜 23:56 - 翌0:55          | 新潟放送    | 新潟県         | 2話連続放送                  |
| 2022年10月25日 - 12月13日 | 火曜 1:25 - 1:55（月曜深夜） | RKB毎日放送 | 福岡県         |                              |